# Woodbury (Tennessee)
Pour les articles homonymes, voir Woodbury.
La ville américaine de Woodbury est le siège du comté de Cannon, dans l’État du Tennessee. Lors du recensement de 2010, sa population s’élevait à 2 680 habitants.

## Source
- (en) Cet article est partiellement ou en totalité issu de l’article de Wikipédia en anglais intitulé « Woodbury, Tennessee » (voir la liste des auteurs).